# Béla Rerrich
Béla Rerrich, né le 26 novembre 1917 à Budapest et mort le 24 juin 2005 à Stockholm, est un escrimeur et maître d'armes hongrois. Il a gagné une médaille d'argent par équipe (épée) aux Jeux olympiques de Melbourne en 1956.

## Palmarès
- Jeux olympiques:
  -  médaille d'argent par équipe aux Jeux olympiques de Melbourne en 1956[1]
- Championnats du monde:
  - Championnats du monde d'escrime 1955  médaille de bronze par équipe